# Ровиньский, Ксаверы
Ксаверий (Ксаверы) Ровиньский (пол. Ksawery Rowiński; 17 ноября 1904, Познань — 16 июня 1983, Варшава) — польский врач-рентгенолог, радиолог, академик Польской академии наук (1969), член Президиума Польской АН (с 1964). Профессор Варшавского медицинского университета (с 1948).

## Биография
Изучал медицину в Университете в Познани.
С 1951 года — организатор и заведующий кафедрой педиатрической радиологии Варшавской медицинской академии. В 1950‒1960 годах работал директором Департамента высшего образования и науки министерства здравоохранения ПНР.
Основные труды по проблемам педиатрической радиологии, организации медицинской науки, истории медицины.
Иностранный член АМН СССР (1969).
Похоронен на кладбище Воинские Повонзки.

## Избранные труды
Автор научных работ и публикаций, посвященных детской радиологии, организации и истории радиологии.
- «Diagnostyka rentgenowska następstw urazów:. Podstawy Techniki i taktyki», Warszawa 1958.
- «Rentgenodiagnostyka pediatryczna», Warszawa 1971. (в соавт)